# 愛に時間を
『愛に時間を』（あいにじかんを、英原題：Time Enough for Love ）は、ロバート・A・ハインラインによるSF小説。『メトセラの子ら』に登場した4,000年以上を生きる長命種の人間ハワード・ファミリーの最長老ラザルス・ロングが語る性愛（エロス）と聖愛（アガペー）の物語である。1973年に出版され、翌1974年にネビュラ賞 長編小説部門とヒューゴー賞 長編小説部門にノミネートされた。日本語版は1978年に矢野徹訳で出版された。

## あらすじ
人類が超光速航行と恒星間植民を達成し、植民星がどこまで広がっているか、もはや誰にも把握できなくなった時代。人類は、長寿の家系の者同士が政略結婚を繰り返すことでさらなる長寿を得た「ハワード・ファミリー」と、その他大勢の「短命人種」に二分されていた。
しかし、そのハワード・ファミリーでさえ、老いと死から、そして老いて死を望むようになる運命からは逃れられなかった。
そのハワード・ファミリーの中でも最も長く4,000年を越えて生き、無数の星々で無数の体験をして、死の他は全て体験した男ラザルス・ロングは、これ以上生きるのに飽きて惑星セカンダス（secundus：ラテン語「第二の地球」の意）の安宿で密かに死の床についていた。しかし彼の子孫でもあるセカンダスの権力を握る者達の手により発見され、病院にて軟禁同様の生活を送ることとなった。
その子孫のリーダー格でハワード・ファミリーの臨時議長たるアイラ・ウエザラルはセカンダスとファミリーの現状に行き詰まりを感じ、それを打開すべくラザルスに知恵を借りたい、だから死なないでくれと頼む。だが、お人よしからは程遠いラザルスは、見返りに「彼の人生の中でもまだ一度も体験していない事」を捜すよう要求した。
子孫達がその難題に答えるべく懸命に努力する間、ラザルス・ロングは女性の人格を持った惑星管理コンピューターのミネルヴァを相手に彼の波乱に満ちた人生や、様々な人々、驚くべき出来事を語っていく。
やがて最長老ラザルス・ロングは植民地統率官となったアイラ、遺伝子工学で設計・製作した美しい女性の肉体に自らを「ダウンロード」したミネルヴァ、遺伝子学者にして若返り技術者であるイシュタルとその同僚ギャラハド、アイラの愛娘ハマドリアドら新しい家族とともに惑星セカンダスを離れて新天地ターシャス（tertius:ラテン語「第三の地球」の意）へ入植し、一から新世界を切り開くことになった。そして彼は自身のクローン・シスターであるローレライとラピス・ラズリを育てることで「自分の遺伝子を持っている娘を育てる」という今まで経験した事のないことに挑戦していた。しかし、生来どこかに落ち着けないラザルスはもう一つの挑戦、幼年時代を過ごした20世紀初頭の地球への時間旅行の準備が整うのをも待っていた。
そしてラザルスは、ついにターシャスの家族と別れ、自らの故郷カンザスシティ（作者ハインラインの故郷でもある）に「帰郷」して本来の自分の家族、特に愛しの母モーリンと「再会」する。だが時はまさに第一次大戦の最中であり、そしてついにアメリカも参戦。ラザルス自身にも戦争の影が迫る。

## 日本語訳書誌情報
- 『愛に時間を』 矢野徹訳、早川書房〈海外SFノヴェルズ〉1978年
- 『愛に時間を 1』矢野徹訳、早川書房〈ハヤカワ文庫SF〉1984年 ISBN 4-15-010581-2
- 『愛に時間を 2』矢野徹訳、早川書房〈ハヤカワ文庫SF〉1984年 ISBN 4-15-010582-0
- 『愛に時間を 3』矢野徹訳、早川書房〈ハヤカワ文庫SF〉1984年 ISBN 4-15-010583-9